# Erdbeben im Südwesten von Acapulco
Das Erdbeben im Südwesten von Acapulco ereignete sich am 7. September 2021 um 20:47 Uhr Ortszeit in Mexiko im Bundesstaat Guerrero, rund elf Kilometer südwestlich des Urlaubsortes Acapulco.

## Tektonik
Das Epizentrum des Bebens lag südwestlich von Acapulco und ereignete sich als Folge einer flachen Überschiebung auf oder nahe der Plattengrenze zwischen der Cocos- und der Nordamerika-Platte. Nach der US-Erdbebenwarte (USGS) hatte das Erdbeben eine Stärke von 7,0 MW und nach Mexikos seismologischem Dienst (SSN) eine Stärke von 7,1. Das Italiens Nationale Institut für Geophysik und Vulkanologie (INGV) gab an, dass das Erdbeben eine abweichende Stärke von 7,2 hatte, das Australiens Geowissenschaftliche Forschungsanstalt (Geoscience Australia) (Stärke 7,1), das European-Mediterranean Seismological Centre (EMSC) (Stärke 7,0) und das Deutsche GeoForschungsZentrum in Potsdam (GFZ) (Stärke 6,9). Es gab laut dem US-Tsunami-Warnsystem an der Pazifikküste Guerreros keine Tsunamiwarnung. Laut dem SSN gab es seit dem Dienstagabend, 22 Uhr Ortszeit 73 Nachbeben, eines der Nachbeben hatte eine Stärke von 5,2 auf der Richterskala. Das Erdbeben war im mehr als 300 Kilometer entfernten Mexiko-Stadt deutlich zu spüren.

## Opfer und Schäden
Ein Mann ist gestorben, nachdem ein Mast auf ihn gestürzt war. Es wurden viele Schäden an Gebäuden gemeldet. In vielen Teilen der Stadt ist auch der Strom ausgefallen.